# Henk Mulders

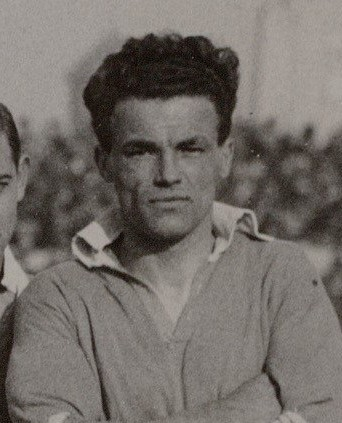
Henk Mulders

Hendrik Cornelis ("Henk") Mulders (Rotterdam, 1 juni 1904 – 13 mei 1978) was een Nederlands voetballer.
Mulders speelde tussen 1929 en 1936 voor AFC Ajax. Bij de Amsterdamse club speelt hij samen met Wim Volkers, "Goaltjes-Piet" Piet van Reenen en Eddy Hamel in de voorhoede. Met Ajax werd Mulders driemaal kampioen van Nederland. Hij speelde daarnaast twee wedstrijden voor het Nederlands elftal.